# 飞龙镇 (武胜县)
飞龙镇是中国四川省武胜县下辖镇，位于县城东北部，与三溪、鸣钟、和岳池县的乔家、朝阳、催龙等乡镇为邻。全镇面积26.6平方公里，人口约25319人〔2006年〕。镇人民政府驻飞龙场，距县城沿口镇16公里。

## 历史沿革
明正统年间（1436—1449），此地建有飞龙寺，乡以寺名。清为长乐里飞龙场，民国废场设飞龙乡，中华人民共和国成立后为飞龙区公所驻地。1985年4月撤飞龙乡建镇。
2019年12月，撤销白坪乡，将所属行政区域划归飞龙镇管辖。

## 地理
飞龙境内属浅丘带坝地貌，土质肥沃，物产丰富，建有县属中型水库1座（五排水库），小Ⅱ型水库2座（麻柳湾、长红水库），山平塘126口，石河堰9节。

## 行政区划
飞龙镇下辖以下地区：
场镇社区、莲花坪村、梅托村、大石桥村、五排水村、宝塔山村、五家岩村、清白庄村、大寨门村、观音阁村、河尔口村、柳树村、卢山村、断桥村、木井村和刁家岩村。

## 交通
有省道10公里，县道15公里，村级公路60公里。省道岳（池）万（隆）公路横穿镇境中央，客车直达重庆市、沿口镇和岳池县城。

## 文化
飞龙为武胜古镇之一，也是“全国民间艺术（竹丝画帘）之乡”。飞龙武庙和观音阁村庙均属县三级文物保护单位。

## 教育
飞龙中学、飞龙初中、飞龙小学、观音阁小学和村小13所、幼儿园一所。